# Kristina Wayborn
Kristina Wayborn, née Britt-Inger Johansson le 24 septembre 1950 à Nybro en Suède, est une actrice suédoise, également Miss Suède 1970.

## Biographie
Kristina Wayborn est principalement connue pour son rôle de James Bond girl en tant que Magda dans Octopussy. Elle a également fait plusieurs apparitions dans différentes séries telles que La croisière s'amuse, MacGyver, ou encore plus récemment That '70s Show.

## Filmographie

### Cinéma
- 1983 : Octopussy de John Glen : Magda
- 1997 : Little Ghost de Linda Shayne : Christine
- 2005 : Forbidden Warrior (en) de Jimmy Nickerson : La sorcière
- 2010 : The Prometheus Project de Sean Tretta : La mère d'Elizabeth

### Télévision

#### Téléfilms
- 1976 : Victoire à Entebbé (Victory at Entebbe) de Marvin J. Chomsky : Claudine
- 1980 : The Silent Lovers de John Erman : Greta Garbo
- 1985 : Les Otages (Hostage Flight) de Steven Hilliard Stern : Ilsa Beck

#### Séries télévisées
- 1982 et 1986 : La croisière s'amuse (The Love Boat) : Monique / Anna Petrovska
- 1986 : Supercopter (Airwolf) : Dawn Janine Harrison
- 1986 : MacGyver : Sara Ashford
- 1986 : Dallas : Trish
- 1987 : Hôpital central (General Hospital) : Dr Greta Ingstrom
- 1991 : Femmes d'affaires et Dames de cœur (Designing Women) : Gail
- 1992 : Dangerous Curves (en) : Norma Desmond
- 1993 et 1999 : Alerte à Malibu (Baywatch) : Lila Franks / Lena
- 2000 : That '70s Show : Honor